# バーリ空襲

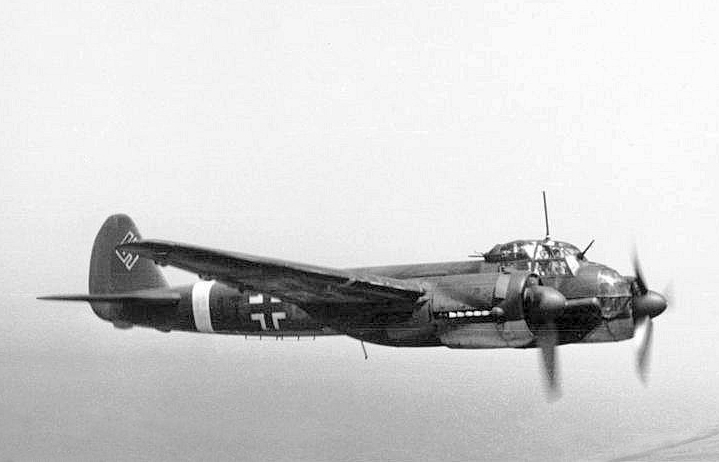
バーリ空襲を行ったJu-88の同型機

バーリ空襲（バーリくうしゅう）は、第二次世界大戦中の1943年12月2日にドイツ空軍爆撃機がアドリア海に面したイタリアの港湾都市バーリの連合国軍部隊及び輸送艦船に対し行った空襲である。ドイツ空軍第2航空艦隊所属のユンカースJu88 105機が、バーリ港にいたイタリア戦線を支援する連合国軍将兵および輸送艦船を爆撃して、27隻の貨物船と兵員輸送船を港内で沈めた。
1時間程度の空襲でバーリ港の機能は失われ、1944年2月まで利用できなかった。このため、この空襲は小パール・ハーバーと呼ばれた。また、この空襲により被害を受けた貨物船からマスタードガスが漏れ出し、死者を出すこととなった。英米両国政府はこの事実を隠した。

## 背景
当時、バーリは防空体制が不十分な状況であった。イギリス空軍の戦闘機の飛行場が無く、行動範囲内にある戦闘機も港湾防衛ではなく爆撃の護衛や攻撃の任務に就いていた。地上の防空体制も不十分だった。
イタリアのドイツ空軍が本格的な攻撃を行なうにはあまりに劣勢と判断されていたため、バーリへの空襲の可能性はあまり考えられていなかった。1943年12月2日の午後、イギリス第1戦術空軍司令官アーサー・カニンガムは記者会見を開き、ドイツ軍はすでに空の戦いで敗北していると述べた。彼は会見の中で、「もしもドイツ空軍がバーリに1機でも飛行機を送ったら、私への個人的な侮辱と見なす」と発言した。しかしながらドイツ空軍は前の月だけで4回もナポリの港湾区域を空襲し、地中海の他の目標も攻撃していた。
12月2日、バーリ港にはアメリカ、イギリス、ポーランド、ノルウェー、オランダ船籍の船30隻があり、港に隣接する市街地の民間人人口は25万人だった。港はモンテ・カッシーノの戦いのための補給物資の揚陸を進めるため、空襲を受けた当日も夜間に照明を点し、最大限の能力で作業にあたっていた。

## 空襲
12月2日の午後、ドイツ空軍パイロット、ヴェルナー・ハーンはMe210でバーリを上空から偵察した。その報告をもとにアルベルト・ケッセルリンクは空襲を命令した。ケッセルリンクと彼の幕僚は以前はフォッジャの連合国軍飛行場を目標にと考えていた。しかしドイツ空軍には、このような複数の目標が複合した大規模な目標を攻撃できるだけの部隊がなかった。第2航空艦隊の司令官ヴォルフラム・フォン・リヒトホーフェン元帥はバーリを代替案として提案した。港に壊滅的な損害を与えれば、イギリス第8軍の前進を遅らせることができるとリヒトホーフェンは考えていた。リヒトホーフェンは、第2航空艦隊で出撃可能なユンカースJu-88 A4 爆撃機を空襲のために150機集めることができるとケッセルリンクに伝えたが、実際の空襲で出撃できたJu-88は105機だった。
空襲に参加した多くの飛行機はイタリアの飛行場から発進したのだが、リヒトホーフェンは一部の飛行機をユーゴスラビアから発進させ、連合国軍にユーゴスラビアを発進地と思わせ、報復攻撃の方向を誤らせたいと考えた。そこで、Ju-88のパイロットはまず東のアドリア海へ向かい、その後南下して西に向きを変えて飛行するよう命令されることとなった。連合国軍は、ドイツ軍が攻撃するとすれば北方から、と判断していると思われたからである。
空襲は午後7時25分に、2、3機のドイツ軍機がバーリ港上空3,000 m (10,000 ft) を旋回しながら連合国軍のレーダー探知を妨害するためチャフを散布して始まった。この時に照明弾も投下されたが、港には照明が点されていたので必要ではなかった。
空襲により、2隻の弾薬輸送船が被弾して爆発を起こし、この爆風で11 km先の窓ガラスまで粉々になった。埠頭のガソリンの荷役用パイプラインが切断され、噴出した燃料に引火した。このため、火のついた燃料が港の大部分に広がり、被害を受けなかった船舶も巻き込んだ。
合計34,000トン以上の物資を積んだ貨物船28隻が撃沈または破壊され、ほかに3隻が撃沈の後に引き上げられた。さらに12隻が損傷を受けた。港は2週間閉鎖され、機能が完全に復旧したのは1944年2月だった。バーリ港にいた潜水艦はその頑丈な外殻でドイツ軍の空襲に耐え、全て損傷を受けずに残った。

## ジョン・ハーヴェイ号事件
破壊された船舶の1隻、アメリカ合衆国リバティ船ジョン・ハーヴェイ号 (John Harvey) は、マスタードガス爆弾M47A1 2,000発（1発当たりのマスタードガス容量は30 - 35 kg）を極秘の貨物として運んでいた。この貨物は、ドイツ軍がイタリアで化学兵器を使用した場合の報復攻撃のためにヨーロッパへ送られたものだった。ジョン・ハーヴェイ号が破壊されると、液体のマスタードガスが、損傷した他の船から流出した油の混じった海水中に漏れ出した。乗っていた船から海に逃れた多くの船員が、マスタードガスの理想的な溶媒の状態になっていた油混じりの海水にまみれることになった。また、マスタードガスの一部は蒸発し、煙と炎の雲に混じっていった。負傷者は水から引き上げられて医療施設に送られたが、マスタードガスのことを知らなかった。医療スタッフは爆発や火災による負傷者に集中しており、ただ油にまみれただけに見えた者はほとんど注目されなかった。この時、低濃度のマスタードガスに長時間さらされた多くの負傷者は、単純な入浴や衣類の着替えで症状を軽減できた可能性がある。
その日の内に、628名の患者と医療スタッフに、失明や化学やけどなどのマスタードガスの中毒による最初の症状が現れた。さらに、ジョン・ハーヴェイ号の貨物の一部が爆発したときに、マスタードガスの蒸気が市街上空に漂ったため、中毒を起こしたイタリア民間人数百人が治療を求めて殺到し、事態はさらに混乱することとなった。医療現場が混乱しても、症状の原因についての情報は少なかった。アメリカ合衆国軍司令部は化学兵器の存在をドイツ軍に対し秘匿しておきたかったためである。ジョン・ハーヴェイ号の乗組員もほぼ全員が死亡していたため、救急隊員が気づいた「ニンニクのような」臭いの理由を説明できる者はいなかった。
謎の症状についての説明のために、副軍医総監フレッド・ブレッシーは化学兵器の専門家のスチュワート・フランシス・アレグザンダー中佐を派遣した。アレグザンダーは患者が空襲を受けた時にいた位置を丹念に集計し、その分布の中心にジョン・ハーヴェイ号がいたことを知り、さらにアメリカ合衆国軍 M47A1 爆弾の容器の破片を見つけてマスタードガスが原因物質だと確信した。
その月の終わりには、入院していた628名の軍人の内83名が死亡した。民間人の犠牲者数はこれより多いと思われたが、多くが親類の避難先を求め街を離れたため、正確に数えることができなかった
。
アメリカ合衆国海軍駆逐艦ビステラ (USS Bistera) は、空襲の間に軽度の損傷を受けたが、海中の生存者を救助しつつ港外へ出た。その夜の内に艦の乗組員で失明と化学やけどの症状を示す者が現れた。駆逐艦ビステラはターラント港へ戻って行った。

### 隠蔽
連合軍最高司令部は最初から事件を隠蔽しようとした。連合軍が化学兵器を使うつもりだとドイツ軍が判断すれば、先制使用されるおそれが出てくるからである。しかしあまりに目撃者が多くて秘密を守りきれないため、2月に合衆国参謀本部は事件を認め、アメリカ合衆国が報復の場合を除き、化学兵器を使用する意思を持たないことを強調する声明を発表した。
連合国軍最高司令官アイゼンハワーはアレグザンダー博士の報告を承認した。けれども、チャーチルはこの件に関するイギリスの文書を全て破棄し、マスタードガスによる死亡者リストを「敵の攻撃による火災が原因」とするよう命令した。
空襲に関するアメリカ合衆国の記録は1959年に機密指定から解除されたものの、事件については1967年にある本が出版されるまでほとんど知られないままであった。1986年にイギリス政府は最終的にバーリ空襲の生存者が毒ガスの被害を受けたことを認め、年金の支払い額を増額した。

## 結果
バーリの防空について責任を負っていたイギリス第1戦術空軍司令官カニンガムは、事件以前に空襲がなかったことから、その指揮、対応については問題が無いとの調査結果により非難を免れることができた。第二次世界大戦のヨーロッパ戦線において化学物質の放出があったのは、このマスタードガス流出事件だけだった。

### 図書
- Atkinson, Rick (2007). The Day of Battle: The War in Sicily and Italy, 1943-1944. New York: Henry Holt. ISBN 0805062890
- Infield, Glenn B. (1988) (paperback). Disaster at Bari. Toronto: Bantam. ISBN 0553274031
- Mason, Geoffrey B. (2004). Service Histories of Royal Navy Warships in World War II
- Morison, Samuel Eliot (1975) [1954]. Volume 9: Sicily-Salerno-Anzio January 1943- June 1944. History of United States Naval Operations in World War II. Boston: Little, Brown. OCLC 313489807
- Orange, Vincent (1992) [1st pub. London: Methuen 1990]. Coningham: a biography of Air Marshal Sir Arthur Coningham. Washington: Center for Air Force History. ISBN 0-413-14580-8
- Pechura, Constance M.; Rall, David P., eds (1993). Veterans at Risk: The Health Effects of Mustard Gas and Lewisite. Washington: National Academies Press. ISBN 030904832X
- Reminick, Gerald (2001). Nightmare in Bari: The World War II Liberty Ship Poison Gas Disaster and Coverup. Palo Alto: Glencannon Press. ISBN 1889901210
- Saunders, D.M., Capt. USN (September 1967). “The Bari Incident”. United States Naval Institute Proceedings (Annapolis: United States Naval Institute).
- Southern, George (2002). Poisonous inferno : World War II tragedy at Bari Harbour. Shrewsbury: Airlife. ISBN 184037389X

### ウェブサイト
- United States (U.S.) Naval Historical Center (2006年8月8日). “Naval Armed Guard Service: Tragedy at Bari, Italy on 2 December 1943”.   U.S. Department of the Navy. 2007年12月12日時点のオリジナルよりアーカイブ。2008年1月7日閲覧。 訳:2010年11月18日閲覧。

座標: 北緯41度07分 東経16度52分 / 北緯41.117度 東経16.867度